# Snežana Rodić
Snežana Rodić (dekliški priimek Vukmirović), slovenska atletinja, * 19. avgust 1982.
Tekmuje v troskoku. Leta 2013 je osvojila drugo mesto na Sredozemskih igrah. Na svetovnih prvenstvih je najboljšo uvrstitev dosegla leta 2013 z devetim mestom, na evropskih prvenstvih pa leta 2010 s šestim mestom.
Njen mož je nogometaš Aleksandar Rodić. 